# Ballett Zürich

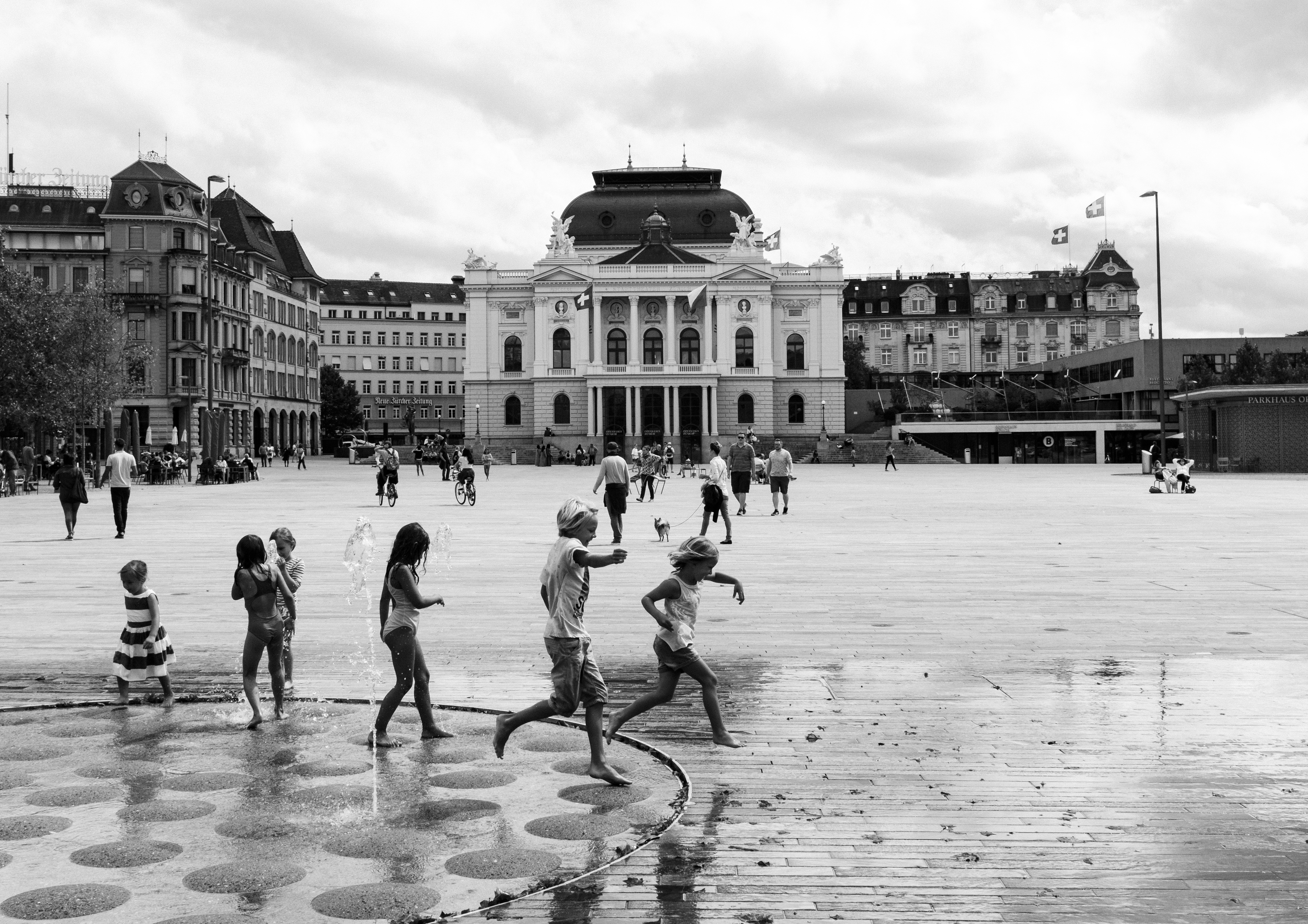
Das Opernhaus am Sechseläutenplatz in Zürich ist die Heimbühne des Balletts Zürich

Das Ballett Zürich ist die grösste professionelle Ballettcompagnie der Schweiz. Sie ist am Opernhaus Zürich beheimatet und besteht aus 36 Tänzern. Seit der Saison 2023/24 ist Cathy Marston Direktorin des Balletts Zürich.
Rund 54.500 Zuschauer verfolgten in der Spielzeit 2021/22 die Vorführungen des Balletts; die Platzbelegung lag bei 93,6 %.

## Geschichte
Das Zürcher Ballett ging aus dem einstigen Ballett des Stadttheaters hervor, wo schon seit den 1920er Jahren Aufführungen mit Tänzern stattfanden. Ein erster Meilenstein war 1935 die Uraufführung des Balletts Der Teufel im Dorf von Pia und Pino Mlaka. Die beiden Tänzer leiteten als Ballettmeister die Tänzergruppe von 1934 bis 1938. Eine Ballettcompagnie, die Klassiker tanzt und sich mit der Tradition auseinandersetzt, hat sich allerdings erst nach dem Zweiten Weltkrieg herausgebildet. 1956 zeichnet Jaroslav Berger für die Zürcher Erstaufführung von Schwanensee verantwortlich.
Unter Nicholas Beriozoff, von 1964 bis 1971 Direktor des Balletts, wurde die Compagnie auf 34 Mitglieder vergrössert. Von 1978 bis 1985 hatte die Balanchine-Spezialistin Patricia Neary das Amt der Ballettdirektorin inne. Ab 1985 übernahm der 2004 verstorbene Uwe Scholz – mit 26 Jahren als jüngster Leiter eines Tanzensembles in Europa – die Leitung des Zürcher Balletts bis 1991. Anschliessend wurde das Zürcher Ballett bis zum Jahr 1996 von Bernd Roger Bienert geführt.
Heinz Spoerli, Ballettdirektor von 1996 bis 2012, etablierte die Compagnie unter den führenden europäischen Ballettformationen. Gepflegt wurde ein neoklassischer Tanzstil, der Ballette wie Goldberg-Variationen, Sommernachtstraum oder Peer Gynt, sowie der grossen klassischen Handlungsballette wie Giselle oder Nussknacker. Die Compagnie präsentierte zudem Werke anderer Choreografen, wie George Balanchine, Mats Ek, William Forsythe, Jiří Kylián, Hans von Manen oder Twyla Tharp.

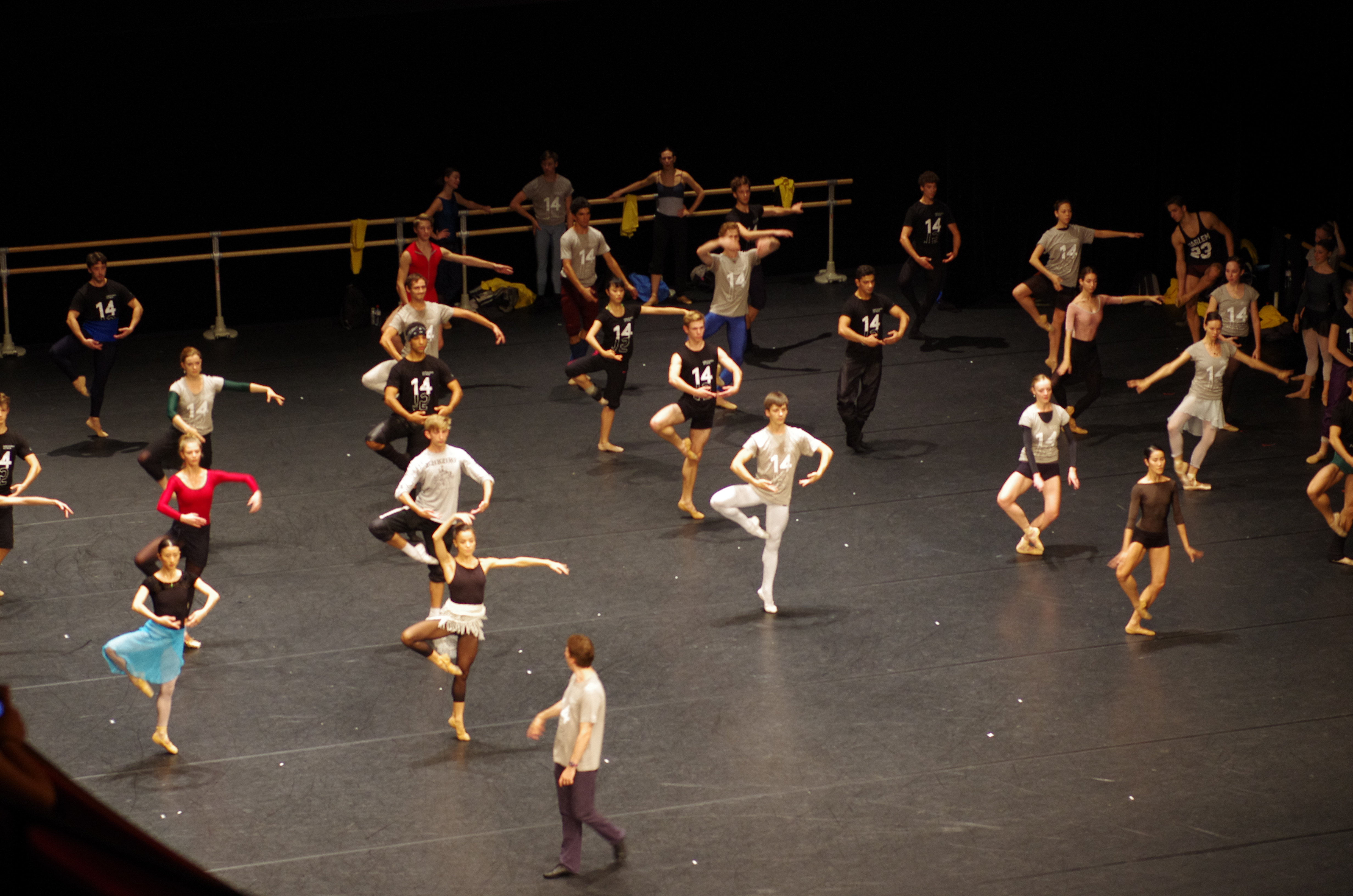
Training auf der Bühne des Opernhauses (2014)

Von 2012 bis 2023 wurde das Ballett Zürich vom deutschen Choreografen Christian Spuck, ehemaliger Choreograf des Stuttgarter Balletts, geleitet. Er suchte neue Wege für das abendfüllende Handlungsballett und inszenierte genre-übergreifendend, so zum Beispiel das Verdi-Requiem in einer als Koproduktion von Oper und Ballett Zürich. Er erhielt diverse Auszeichnungen, unter anderem für Helmut Lachenmanns Das Mädchen mit den Schwefelhölzern oder als «Kompanie des Jahres». Choreografen wie Wayne McGregor, Edward Clug, Marco Goecke, Douglas Lee, Marcos Morau und Crystal Pite kreierten neue Stücke für die Compagnie. William Forsythe, Jirí Kylián und Hans van Manen waren mit ihren Stücken regelmässig im Spielplan präsent. Ein breites internationales Echo fand 2016 die Rekonstruktion der Schwanensee-Originalchoreografie von Marius Petipa und Lew Iwanow aus dem Jahr 1895 durch Alexei Ratmansky.
Seit Beginn der Saison 2023/24 ist die britisch-schweizerische Choreografin Cathy Marston neue Direktorin des Balletts Zürich. In ihrer ersten Saison als Ballettdirektorin inszenierte sie die Uraufführung ihres Balletts Atonement nach dem gleichnamigen Erfolgsroman von Ian McEwan, neue Choreografien der Australierin Meryl Tankard und des südafrikanischen Choreografen Mthuthuzeli November sowie Strawinskys Les Noces in der Uraufführungschoreografie von Bronislawa Nijinska.
International renommierte Choreografen wie William Forsythe, Paul Lightfoot, Sol León, Douglas Lee, Martin Schläpfer, Jiří Kylián, Wayne McGregor, Marco Goecke und Mats Ek haben bereits mit dem Ballett Zürich gearbeitet.

## Junior Ballett
Zur Förderung des tänzerischen Nachwuchses wurde 2001 das Junior Ballett gegründet. Vierzehn junge Tänzerinnen und Tänzer aus aller Welt erhalten die Möglichkeit eines Berufseinstiegs am Ende ihrer Ausbildung. Im Rahmen eines nicht länger als zwei Jahre währenden Engagements trainieren sie gemeinsam mit den Mitgliedern des Balletts Zürich, tanzen mit ihnen in ausgewählten Vorstellungen des Repertoires sowie jede Saison in einem eigens für sie zusammengestellten Ballettabend.
Alle zwei Jahre findet seit 2012 die Reihe Junge Choreografen statt, in deren Mittelpunkt die Förderung des choreografischen Nachwuchses steht. Seit 2023/24 wird sie unter dem neuen Namen Next Generation fortgesetzt.

## Bekannte Tänzerinnen und Tänzer (Auswahl)
- Rudolf Chametowitsch Nurejew
- Eva Evdokimova
- Margot Fonteyn
- Polina Semionowa
- Viktorina Kapitonova
- Katja Wünsche

## Auszeichnungen
- Auszeichnung Compagnie des Jahres 2020 der Zeitschrift «Tanz»[5]
- Auszeichnung Produktion des Jahres 2020 für Das kleine Mädchen mit den Schwefelhölzern von Christian Spuck der Zeitschrift «Tanz»[6]